# Transitalia Marathon

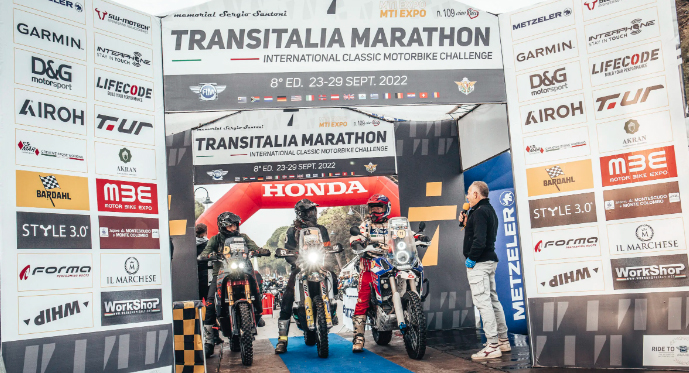
Palco di partenza del Transitalia Marathon edizione 2022

La Transitalia Marathon è stata una competizione motociclistica svoltasi tra il 1985 e il 1993.

## Storia
L'idea fu di Riccardo Taroni, che aveva creato nel 1985 il Rally internazionale del Titano, gara di Rally su due ruote articolata su 3 tappe per un totale di 650 km con partenza e arrivo nella Repubblica di San Marino (RSM).
Dalla quinta edizione la denominazione della manifestazione fu cambiata in Transitalia Marathon in quanto l'itinerario della gara con partenza da Rimini arrivò ad attraversare 9 Regioni fino in Puglia.
Fu il 1993 l'anno in cui si svolse l'ultima edizione del Transitalia Marathon.
Nel 2015 Mirco Urbinati, motociclista di Enduro e Rally, organizzò una manifestazione turistica che ha preso il nome della gara di un tempo.
Nel 2022, anno della ottava edizione, il Village di partenza del Transitalia Marathon a Rimini diventa una fiera internazionale del moto turismo con la presenza diretta delle case costruttrici motociclistiche di riferimento come Honda, Yamaha, KTM, Husqvarna, Harley Davidson, Ducati, Triumph, BMW oltre che della commissione della Federazione Motociclistica Internazionale.
Nel 2024 l'evento Transitalia Marathon ottiene il Patrocinio del Senato della Repubblica Italiana e della Polizia di Stato.

## Organizzazione
Transitalia Marathon - Rally del Titano 1985 - 1993 organizzatore Tierre Promotion di Riccardo Taroni
Transitalia Marathon 2015 - 2023 Minoa Group di Mirco Urbinati

## Albo d'oro del Transitalia Marathon 1985 - 1993 (Race)
| anno | nome edizione        | vincitore            | moto   |
| ---- | -------------------- | -------------------- | ------ |
| 1985 | Rally del Titano     | Pierangelo Buscarini | TM     |
| 1986 | Rally del Titano     | Edi Orioli           | Honda  |
| 1987 | Rally del Titano     | Ivan Alborghetti     | KTM    |
| 1988 | Rally del Titano     | Ivan Alborghetti     | KTM    |
| 1989 | Transitalia Marathon | Angelo Cavandoli     | YAMAHA |
| 1990 | Transitalia Marathon | Fabio Fasola         | KTM    |
| 1991 | Transitalia Marathon | Angelo Cavandoli     | YAMAHA |
| 1992 | Transitalia Marathon | Fabrizio Meoni       | YAMAHA |
| 1993 | Transitalia Marathon | Enzo Manenti         | YAMAHA |

## Transitalia Marathon 2015 - tappe e partecipanti (International Tourism off road Event)
| anno | tappe | numero partecipanti                          | partecipanti da nazioni |
| ---- | --- | -------------------------------------------- | --- |
| 2015 | 1. Rimini (RN) - Pietralunga (PG) 2. Pietralunga (PG) - Leonessa (RI) 3. Leonessa (RI) - Campo Imperatore (AQ)                                                                 | 120                                          | Italia, Germania |
| 2016 | 1. Rimini (RN) - Fabriano (AN) 2. Fabriano (AN) - Leonessa (RI) 3. Leonessa (RI) - Sulmona (AQ)                                                                                | 260                                          | Italia, Austria, Svizzera, Belgio, Germania |
| 2017 | 1. Rimini (RN) - Passignano sul Trasimeno (PG) 2. Passignano sul Trasimeno (PG) - Leonessa (RI) 3. Leonessa (RI) - Fermo (FM)                                                  | 350                                          | Italia, RSM, Svizzera, Belgio, Germania, Olanda, U.S.A., Austria, Lussemburgo, Grecia |
| 2018 | 1. Rimini (RN) - Passignano sul Trasimeno (PG) 2. Passignao sul Trasimeno (PG) - Cascia (PG) 3. Cascia (PG) - Pescara (PE)                                                     | 350                                          | Italia, RSM, Svizzera, Belgio, Germania, Olanda, U.S.A., Austria, Lussemburgo, Grecia, Croazia, Rep. Ceca, Francia, Regno Unito, Norvegia, Portogallo, Canada, Romania                                                     |
| 2019 | 1. Rimini (RN) - Sansepolcro (AR) 2. Sansepolcro (AR) - Nocera Umbra (PG) 3. Nocera Umbra (PG) - Bolsena (VT) 4. Bolsena (VT) - Castiglion Fiorentino (AR)                     | 350                                          | Italia, RSM, Svizzera, Belgio, Germania, Olanda, U.S.A., Austria, Lussemburgo, Grecia, Spagna, Croazia, Rep. Ceca, Francia, Regno Unito, Norvegia, Portogallo, Canada, Romania, South Corea.                               |
| 2020 | 1. Rimini (RN) - Sansepolcro (AR) 2. Sansepolcro (AR) - Todi (PG) 3. Todi (PG) - Cascia (PG) 4. Cascia - L'Aquila (AQ)                                                         | 350                                          | Italia, South Africa, RSM, Germania, Austria, Svizzera, Belgio, Olanda, Croazia, Lussemburgo, Romania, Grecia, Slovenia, Francia, Spagna                                                                                   |
| 2021 | 1. Rimini (RN) - Castiglion Fiorentino (AR) 2. Castiglion Fiorentino (AR) - Casciana Terme (PI) 3. Casciana Terme (PI) - Bolsena (VT) 4. Bolsena (VT) - Nocera Umbra (PG)      | 350                                          | Italia, RSM, Germania, Austria, Svizzera, Belgio, Olanda, Croazia, Lussemburgo, Romania, Grecia, Slovenia, Francia, USA, Rep. Ceca, Ungheria, Libano                                                                       |
| 2022 | 1. Rimini (RN) - Gubbio (PG) 2. Gubbio (PG) - Cascia (PG) 3. Cascia (RI) - Rieti (RI) 4. Rieti (RI) - Teramo (TE)                                                              | 350 Categoria off road 80 Categoria stradale | Italia, Germania, Austria, Svizzera, Belgio, Olanda, Croazia, Lussemburgo, Francia, USA, Rep. Ceca, Ungheria, Brasile, Norvegia, Algeria, Liechtenstein, Islanda, Argentina, Grecia, Russia, Polonia                       |
| 2023 | 1. Rimini (RN) - Città di Castello (PG) 2. Città di Castello (PG) - Chianciano Terme (SI) 3. Chianciano Terme (SI) - Follonica (GR) 4. Follonica (GR) - Riccione (RN)          | 400 Categoria off road 40 Categoria stradale | Italia, Germania, Austria, Svizzera, Belgio, Olanda, Croazia, Lussemburgo, Francia, USA, Rep. Ceca, Ungheria, Brasile, Norvegia, Algeria, Liechtenstein, Islanda, Argentina, Grecia, Russia, Polonia, Regno Unito, Spagna. |
| 2024 | 1. Rimini (RN) - Città di Castello (PG) 2. Città di Castello (PG) - Nocera Umbra (PG) 3. Nocera Umbra (PG) - Cascia (PG) 4. Cascia (PG) - Rieto (RI) 5. Rieti (RI) - Roma (RM) | 400 Categoria off road 40 Categoria stradale | Italia, Germania, Austria, Svizzera, Belgio, Olanda, Croazia, Lussemburgo, Francia, USA, Rep. Ceca, Ungheria, Brasile, Norvegia, Algeria, Liechtenstein, Islanda, Argentina, Grecia, Russia, Polonia, Regno Unito, Spagna. |